# Фомина, Елена Юрьевна
Фомина Елена Юрьевна (род. 29 апреля 1972 года) — прима балерина, народная артистка Республики Башкортостан (2003), педагог классического танца в БХУ им. Р.Нуреева.

## Биография
Фомина Елена Юрьевна родилась в Уфе.
В 1990 году окончила Ленинградское академическое хореографическое училище им. А. Я. Вагановой (класс народной артистки России И. Зубковской).
После окончания училища, с 1990 года работает в балетной труппе Башкирского государственного театра оперы и балета, с 1994 года — ведущая солистка театра.
Танцевала ведущие и сольные партии в годы сотрудничества театра с Юрием Григоровичем. Исполнила Мари в «Щелкунчике» и Одетту-Одиллию в «Лебедином озере» в уфимских премьерах спектаклей маэстро.
Многократная участница Международного фестиваля балетного искусства им. Р.Нуреева в Уфе. Выступала с К. Пакеттом (Grand Opera), А. Карбонэ (Grand Opera), И. Корнеевым (Дрезденская Опера), А. Волчковым (Большой театр), А. Евдокимовым (Большой театр) и др.
В 2006 году принимала участие в балете «Аркаим» Л. Исмагиловой, показанном на VII Международном Волковском фестивале в Ярославле, где спектакль стал лауреатом премии Правительства России им. Ф. Волкова.
Работала по контракту в балетной труппе народного театра Словакии (Братислава) как прима-балерина.
В настоящее время танцует во всех спектаклях Башкирского театра оперы и балета.
С 2004 года сценическую деятельность совмещает с педагогической (педагог-репетитор в БГТОиБ и педагог классического танца в БХУ им. Р.Нуреева).
В 2008 году получила диплом Санкт-Петербургской академии балета им. А. Я. Вагановой по специальности «педагог-балетмейстер».
В феврале 2011 года прошёл бенефис Елены Фоминой, посвящённый 20-летию её творческой деятельности, где в балете «Дон Кихот» Л.Минкуса партнёром Е.Фоминой (Китри)был солист Мариинского театра Владимир Шкляров (Базиль).
В составе труппы театра выезжала на гастроли в США (1995, 1996), Голландию (1996), Италию (2000, 2003, 2004, 2010, 2011), Египет (2003, 2005), Португалию (2005), Таиланд (2006, 2008), Германию (2011), Чехию (2011), Латвию (2011), Финляндию (2011)

## Репертуар
- П. Гертель «Тщетная предосторожность». Лиза
- Х. Левенсхольд «Сильфида». Сильфида
- А. Адан «Жизель». Жизель, Мирта

- А. Адан «Корсар». Медора

- И. Штраус «Голубой Дунай». Анель, Франциска, Вакханка

- Л. Минкус «Дон Кихот». Китри, Жуанита и Пиккилия, Уличная танцовщица, Видение Китри, Повелительница дриад, Первая вариация

- Л. Минкус «Баядерка». Никия, Гамзатти

- Л. Минкус «Пахита». Пахита, Вариации
- Ш. Гуно «Вальпургиева ночь». Вакханка

- К. Сен-Санс «Вакханалия». Девушка

- «Шопениана» Седьмой вальс и мазурка, Одиннадцатый вальс

- П. Чайковский «Лебединое озеро». Одетта-Одиллия, Испанская невеста

- П. Чайковский «Спящая красавица». Аврора, Фея Сирени, Фея Золота, Фея Серебра
- П. Чайковский «Щелкунчик». Мари, Французская кукла, Испанская кукла

- А. Глазунов «Раймонда». Раймонда

- «La Marionnette» на музыку И.Стравинского. Фокусник-девушка

- Б. Асафьев «Бахчисарайский фонтан». Зарема

- С. Прокофьев «Ромео и Джульетта». Джульетта
- С. Прокофьев «Золушка». Золушка
- Ж. Бизе — Р. Щедрин "Кармен-сюита"Кармен
- К. Караев «Семь красавиц». Магрибская красавица

- Л. Степанов, З. Исмагилов. «Журавлиная песнь» Вожак журавлей

- Л. Исмагилова. «Ходжа Насретдин». Гюльджан
- Л. Исмагилова «Аркаим». Эрке

- Р. Сабитов «Прометей». Муза

- Н. Сабитов «Тайна золотого ключика». Мальвина

- П. Овсянников. «Том Сойер». Тётя Полли

### Концертные номера
«Тарантелла» (муз. Л. Готшлака, хореография Дж. Баланчина)
Адажио из балета Д. Шостаковича «Золотой век» (хореография Ю. Григоровича)
«Ямайская румба» (муз. А. Бенджамена, хореография Р. Абушахманова)

## Награды и звания
- Народная артистка Республики Башкортостан (2003).
- Заслуженная артистка Республики Башкортостан (1997).
- Премия Международной организации «ТЮРКСОЙ» (2001).